# Ossicalciobetafite
L'ossicalciobetafite è un minerale del gruppo della betafite.